# میشکینو (شهرستان میشکینسکی، باشقیرستان)
میشکینو (انگلیسی: Mishkino, Mishkinsky District, Republic of Bashkortostan) یک شهرک در شهرستان میشکینسکی استان باشقیرستان کشور روسیه است.